# Niedobór fosforylazy nukleozydów purynowych
Niedobór fosforylazy nukleozydów purynowych inaczej niedobór PNP – bardzo rzadka, genetycznie uwarunkowana choroba, u podłoża której leży zaburzenie metaboliczne puryn, a klinicznie charakteryzuje się ona: postępującym niedoborem odporności z nawracającymi zakażeniami, zaburzeniem wzrostu, występowaniem schorzeń autoimmunologicznych, chorób nowotworowych oraz zaburzeniami neurologicznymi.  

## Epidemiologia
Opisano zaledwie kilkadziesiąt przypadków tej wady metabolizmu. Ocenia się, że niedobór fosforylazy nukleozydów purynowych odpowiada za około 4% przypadków ciężkiego, złożonego niedoboru odporności. Nie ma różnic w występowaniu schorzenia między płciami.

## Etiopatogeneza
Fosforylaza nukleozydów purynowych (PNP, EC 2.4.2.1) jest enzymem w rezerwowym szlaku syntezy nukleozydów (ang. salvage synthesis), który metabolizuje (deoksy)inozynę do hipoksantyny, a (deoksy)guanozynę do guaniny. 
nukleozyd purynowy + ortofosforan {\displaystyle \rightleftharpoons } zasada purynowa + α-D-pentozo-1-fosforan

Szlak rezerwowy (Salvage Pathway)

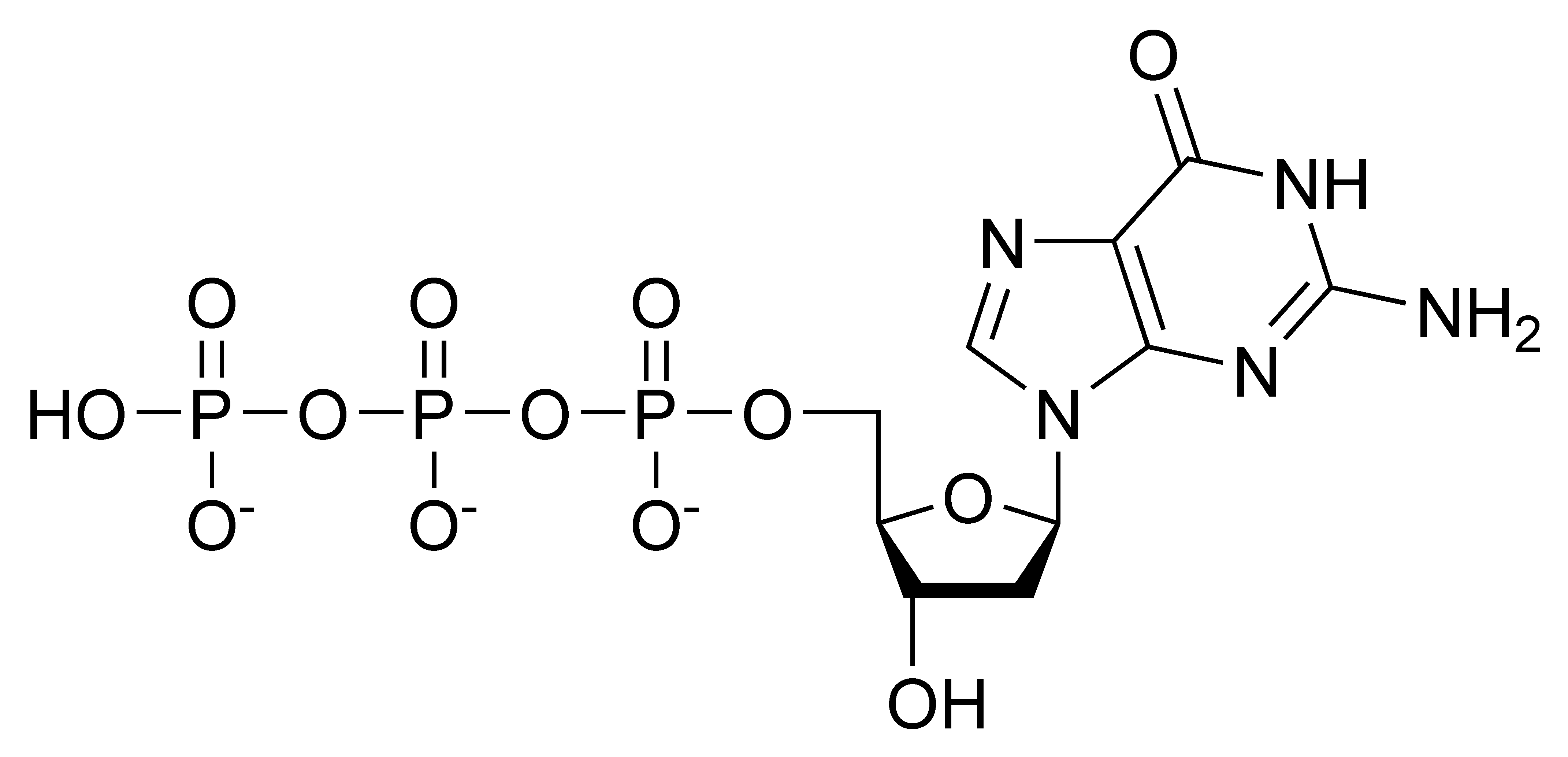
dGTP

Jest białkiem, którego trimer ma masę cząsteczkową ok. 90 kD.
Przyczyną niedoboru PNP są mutacje genu PNP, który znajduje się na długim ramieniu chromosomu 14, locus 14q11.2.
Występuje w większości tkanek organizmu, ale z największą ekspresją w tkance limfoidalnej.
W niedoborze PNP dochodzi do gromadzenia w komórkach toksycznych metabolitów:  deoksyguanozyny, deoksyinozyny. 
Deoksyguanozyna jest metabolizowana do deoksytrójfosforanu guanozyny (dGTP) przez enzym kinazę deoksycytydynową, która jest odpowiedzialna za wiele działań patologicznych, przede wszystkim uszkodzenie limfocytów T. 

Zaproponowano wiele wyjaśnień toksyczności metabolicznej w niedoborze PNP. Uważa się, że podwyższony dGTP stwierdzany w tym schorzeniu hamuje ważny enzym reduktazę rybonukleotydową, a zatem utrudnia podział komórkowy. Obniżone poziomy GTP mogą korelować z dysfunkcją neurologiczną.
Dziedziczenie w niedoborze fosforylazy nukleozydów purynowych wykazuje typ autosomalny recesywny.

## Objawy
Pacjenci z niedoborem PNP cierpią na nawracające, oportunistyczne infekcje: wirusowe, bakteryjne, grzybicze i pierwotniakowe (Pneumocystis jiroveci), które zwykle rozpoczynają się w 1. roku życia. 
U około 2/3 pacjentów występują poważne zaburzenia neurologiczne, takie jak:
- zaburzenia rozwoju psychofizycznego
- upośledzenie umysłowe
- ataksja
- spastyczność/hipotonia
- pobudzenie psychoruchowa

Objawy neurologiczne są różnorodne i niecharakterystyczne, czasem stają się pierwszą przyczyną rozpoczęcia diagnostyki pediatrycznej.
U ok. 1/3 pacjentów dochodzi do rozwoju chorób autoimmunologicznych, takich jak: autoimmunologiczna niedokrwistość hemolityczna, idiopatyczna plamica małopłytkowa i toczeń rumieniowaty układowy. 
Najczęstszą przyczyną podjęcia diagnostyki w kierunku niedoboru PNP są nawracające, ciężkie zakażenia lub zaburzenia neurologiczne.
Rokowanie w niedoborze PNP jest złe. Bez leczenia nie jest możliwe przeżycie do trzeciej dekady życia.

## Rozpoznanie
Wszyscy pacjenci mają podwyższony poziom inozyny, deoksyinozyny, guanozyny i deoksyguanozyny we krwi i moczu. Poziom kwasu moczowego we krwi jest zwykle niski. Pacjenci wykazują limfocytopenię B i T (CD4 > CD8), słabą odpowiedź proliferacyjną, ale normalne ilość limfocytów NK. Stwierdza się też panhypogammaglobulinemię, brak jest specyficznych przeciwciał poszczepiennych.
Diagnostyka prenatalna jest obecnie dostępna.

## Leczenie
Chociaż w przeszłości próbowano zastosować wiele różnych metod np.: transfuzji krwinek czerwonych i suplementacji diety purynami i pirymidynami, to jedyna szansa na powodzenie leczenia polega na wczesnym wykryciu choroby i zastosowaniu przeszczepu szpiku kostnego. W świetle złych rokowań związanych z rozpoznaniem niedoboru PNP, należy rozważyć przeszczepienie szpiku kostnego u wszystkich pacjentów. Choć po przeszczepie szpiku stan immunologiczny ulega zdecydowanej poprawie, zwykle nie dotyczy zaburzeń neurologicznych. Nadzieje wiąże się z ulepszonymi w przyszłości formami leczenia, takimi jak np. terapia genowa.